# Ellerholzkanal

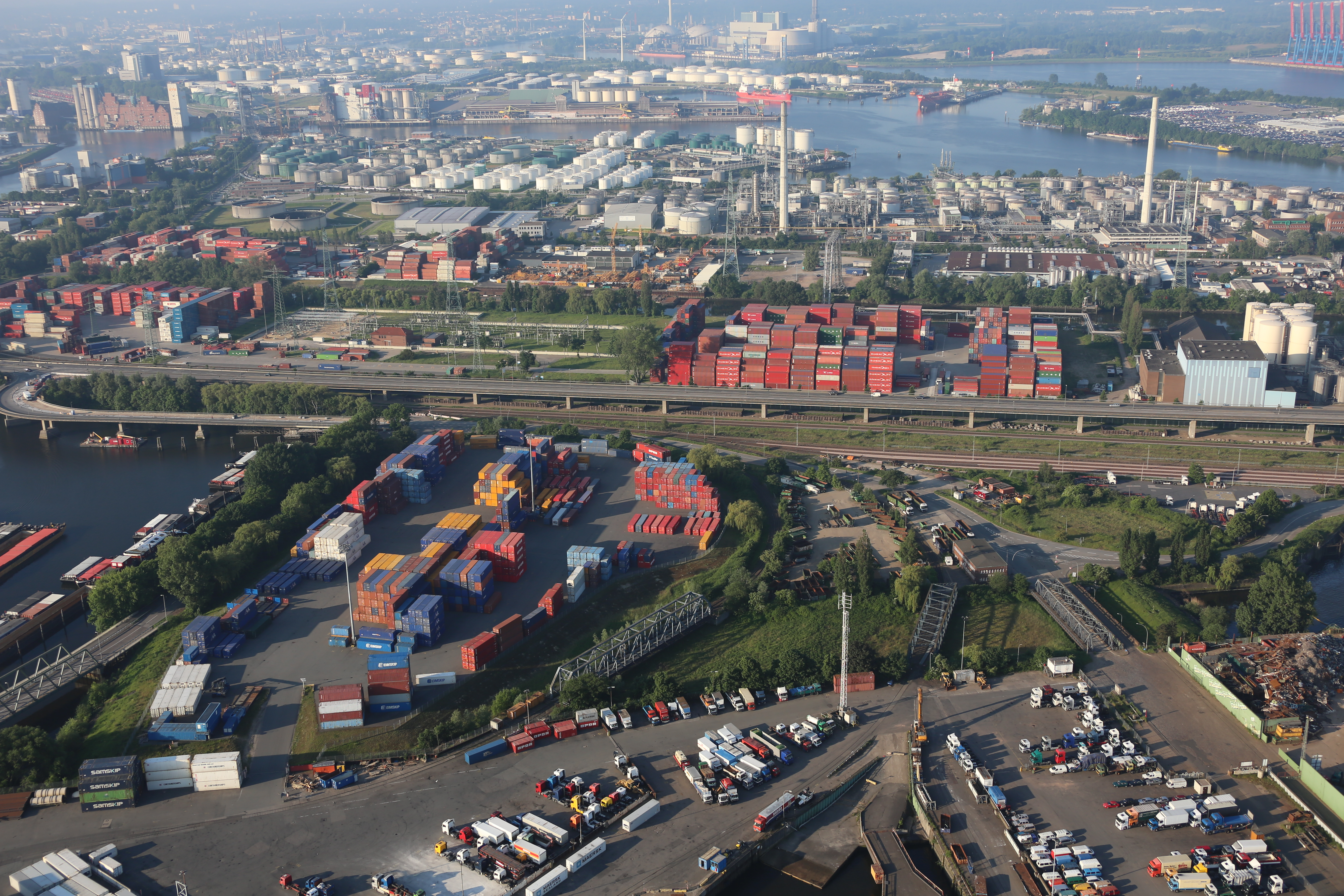
Blick von Norden auf den ehemaligen Westteil des Ellerholzkanals mit den vier verbliebenen Brücken und dem früheren Rodewischhafen als eiförmige Stellfläche für Container im unteren Bildbereich (Stand vor der Sanierung und Umgestaltung der Flächen zwischen Oder- und Travehafen)

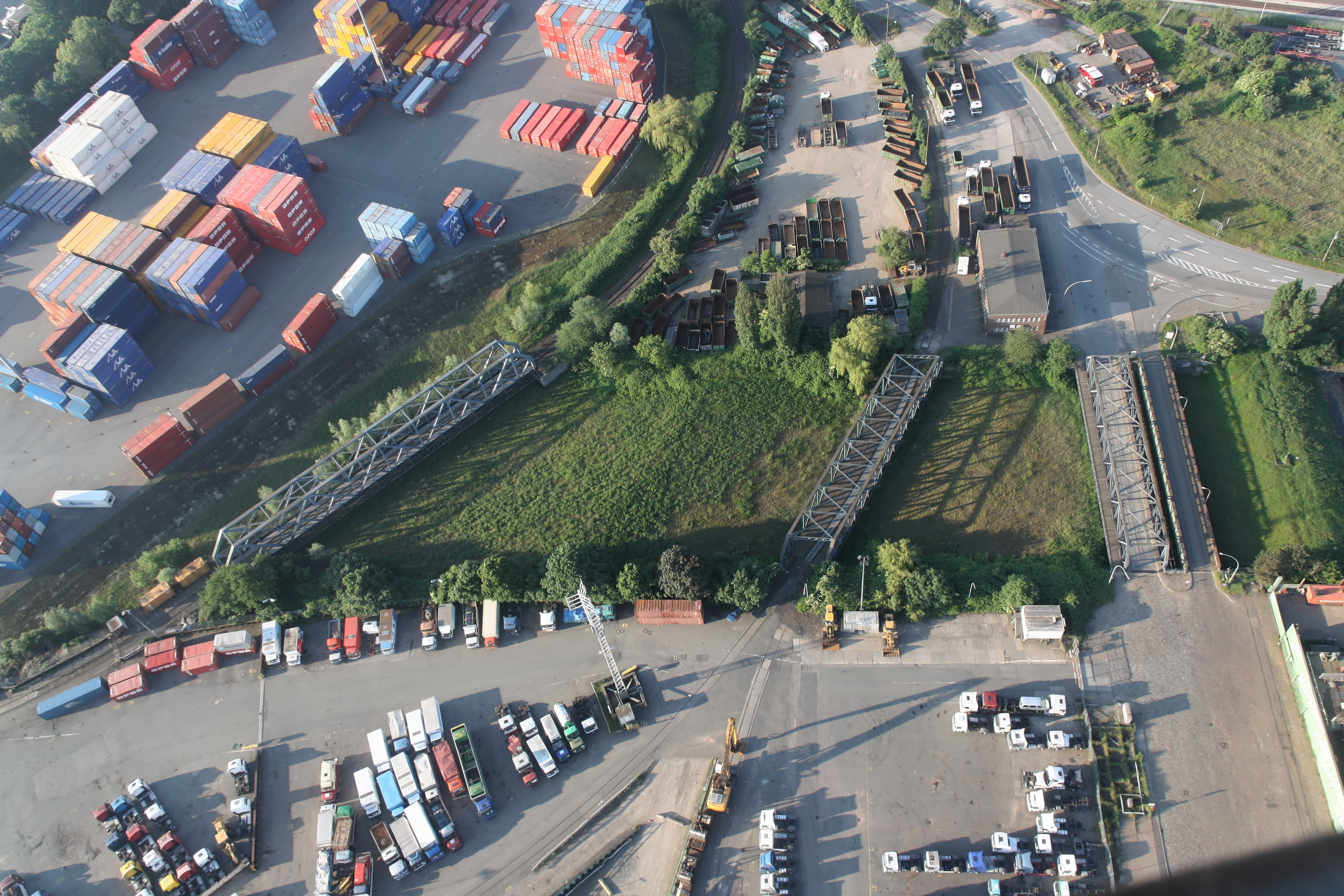
Nahaufnahme der vier Brücken (Stand vor der Sanierung und Umgestaltung der Flächen zwischen Oder- und Travehafen)

Der Ellerholzkanal war ein Kanal im Hamburger Stadtteil Steinwerder. Mit einer ursprünglichen Länge von 730 Metern verband er den Roßhafen mit dem Rodewischhafen und dem Travehafen. Er entstand im Zuge der Hafenerweiterung Anfang des 20. Jahrhunderts, wurde um 1970 um den Ostteil verkürzt, in den 1990er-Jahren von den übrigen Hafenbecken abgetrennt und schließlich verfüllt.
Sein Name bezieht sich auf den Pachthof Ellerholz, der knapp südlich der heutigen Ellerholzschleusen lag. Eine direkte Verbindung zwischen den Ellerholzschleusen und dem westlich angrenzenden Ellerholzhafen einerseits und dem Ellerholzkanal andererseits bestand nie.
Der 250 Meter lange westliche Abschnitt zwischen Roßhafen und Rodewischhafen war gut 45 Meter breit, verlief von Westen nach Osten und wurde von fünf Brücken überspannt. Die westlichste der Brücke befand sich gleich am Beginn der Kanals am Roßhafen (Lage), war eine Überquerung für die Hafenbahn zum Roßkai und existiert nicht mehr. Danach folgen – trotz Verfüllung immer noch vorhanden – eine weitere Eisenbahnbrücke zur ehemaligen Breslauer Straße zwischen Roß- und Oderhafen, direkt dahinter eine Straßenbrücke und schließlich zwei weitere Eisenbahnbrücken zur Anbindung von Chile- und Sthamerkai am Oderhafen sowie zur ehemaligen Stettiner Straße.
Hinter der letzten Brücke öffnete sich der Rodewischhafen, den eine schmale Landzunge vom Travehafen abtrennte. Es bestanden zwei Verbindungen zwischen den Hafenbecken, zum einen mit einem Durchlass unter der Travehafenbrücke, zum anderen durch die nach Nordosten verlaufende Fortsetzung des Ellerholzkanals, die gut 75 Meter breit war, mit der Stettiner Straße auf dem nordwestlichen und der Straße Am Travehafen auf dem südöstlichen Ufer, sodass der Kanal im nördlichen Teil des Travehafens endete (Lage).
Während Karten aus den 1960er-Jahren den Kanal noch vollständig zeigen, fehlte seit dem folgenden Jahrzehnt der Ostteil, der verfüllt worden war, um Platz für die Hafenwirtschaft zu schaffen. Mitte der 1990er-Jahre wurden Ellerholzkanal und Rodewischhafen abgetrennt und insbesondere letzterer als Schlickzwischenlager genutzt. Nachdem sich der Schlick einige Jahre lang gesetzt hatte, wurde das restliche Wasser abgepumpt, der Schlick im Jahr 2004 mit Stoff abgedichtet und anschließend mit Sand bedeckt, der sich wiederum setzen musste, bevor die Fläche des ehemaligen Hafenbeckens als Gewerbegebiet genutzt werden konnte. Die ehemalige Kanalfläche wurde hingegen nicht gewerblich genutzt und auch nicht asphaltiert.
Bis auf einen rund 40 Meter langen Stummel ist vom Ellerholzkanal nichts übrig geblieben. Von den Brücken wurde nur die westlichste abgerissen, allerdings sind die Hafenbahnbrücken spätestens mit der Sanierung der Fläche zwischen Oder- und Travehafen ohne Schienenverbindung. Für die Sanierung wurde außerdem eine neue Straßenverbindung durch die ehemalige Kanalfläche gebaut.